# Crack yourself
「Crack yourself」（クラック・ユアセルフ）は、heathの楽曲。彼の3枚目のシングルとして1998年4月22日にポリドールから発売された。POCH-1686。ASIN B00005FJV8。

## 収録曲
1. Crack yourself[4:30]
作詞：サエキけんぞう、heath / 作曲：heath / 編曲：heath・桜井鉄太郎
読売テレビ系『パパイアQ』オープニングテーマ
2. Faith[7:10]
作詞・作曲：heath
3. Lousy(Daydream #006)[6:43]
作詞・作曲：heath / 編曲：heath・杉山勇司

## 収録アルバム
- GANG AGE CUBIST